# Dasypolia asiatica
Dasypolia asiatica är en fjärilsart som beskrevs av Alphéraky 1897. Dasypolia asiatica ingår i släktet Dasypolia och familjen nattflyn. Inga underarter finns listade i Catalogue of Life.